# Tejutla (Guatemala)
Tejutla è un comune del Guatemala facente parte del dipartimento di San Marcos.